# 沙龍 (以色列)
沙龍（希伯來語：שלום בן יבש，？—8世纪中期），天主教譯為沙隆，是古代中東國家北以色列王國的君主。他的父親是雅比（《列王紀下》第15章第13节参）。

## 登年早期
沙龍在位的年期，目前歷史上有兩種講法：
1. 費毅榮（英语：Edwin R. Thiele）認為是從前749年到前749年；
2. 威廉·奧爾布賴特（英语：William F. Albright）認為是從前742年到前742年。

## 聖經相關章節
- 《列王紀下》第15章13-16節